# Simlish

La parola "Simlish" in Simlish

Il Simlish è una lingua artificiale artistica, presente nella serie di videogiochi The Sims. L'idioma, utilizzato in tutti i videogiochi della serie, è composto da vari suoni, generati dal connubio di varie lingue moderne.
Questa lingua sconosciuta è nata nel 1996 nel videogioco SimCopter (sempre prodotto dalla Maxis) per poi entrare nella serie di videogiochi di The Sims a partire dal 2000. Nel 2003 il Simlish venne inserito anche nella serie SimCity, con SimCity 4.
Nel corso del gioco, per rendere comprensibile il linguaggio al giocatore, i concetti vengono rappresentati tramite nuvolette che appaiono sopra la testa del personaggio. All'interno viene specificato, usando dei disegni, l'argomento della conversazione o il bisogno che il Sim vuole esprimere.
L'idioma non varia nelle differenti edizioni nazionali del gioco, che invece cambia copertina e viene tradotto nella lingua corrente per quanto riguarda il resto dei contenuti.

## Sviluppo
Fin da quando il primo The Sims venne progettato, Will Wright voleva che la lingua dei personaggi fosse piena di emozione, ma irriconoscibile, in modo da lasciare la storia all'immaginazione dei giocatori. Si fecero esperimenti con una storpiatura dell'ucraino (parlato da uno dei designer) e con il tagalog. Wright suggerì il navajo, ispirato dai code talker navajo della seconda guerra mondiale. Nessuno diede risultati soddisfacenti, perciò si scelse di affidarsi alla completa improvvisazione. I primi attori ingaggiati per doppiare in simlish, specializzati nell'improvvisazione, furono Stephen Kearin e Gerri Lawlor.

## Canzoni in Simlish
A partire da The Sims 2, tramite accordi con la Electronic Arts, diversi artisti hanno creato versioni delle loro canzoni in lingua Simlish.
In The Sims 2: Pets sono presenti le canzoni Chemicals React del duo Aly & AJ, Free Radicals dei The Flaming Lips, Don't Cha delle The Pussycat Dolls e Run Away dei Finley. Anche i Depeche Mode sono presenti in Funky Business con la canzone Suffer Well. Nella versione per PlayStation 2 è stato tradotto in Simlish anche il singolo Pressure dei Paramore.
Nel videogioco The Sims 2: Seasons, del 2007, sia When It All Falls Apart delle Veronicas che Smile di Lily Allen sono state tradotte in Simlish. In The Sims 2: Live with Friends è stato introdotto il pezzo di Katy Perry chiamato Hot n Cold.
Infine il singolo Pocketful of Sunshine della cantante Natasha Bedingfield è stato direttamente composto in Simlish per l'espansione Free Time. Mentre in The Sims 2: Live with Friends sono presenti le canzoni Hot n Cold di Katy Perry e Sweet About Me di Gabriella Cilmi.
Nei videogioco The Sims 3: Travel Adventures sono inclusi i pezzi Manos al aire della cantante Nelly Furtado e Mama Do di Pixie Lott. In The Sims 3: Katy Perry Dolci Sorprese è stato introdotto il pezzo di Katy Perry chiamato ''Last Friday Night (T.G.I.F.).
In The Urbz: Sims in the City inoltre appaiono i membri del gruppo The Black Eyed Peas (Will.i.am, Fergie, Apl.de.ap e Taboo). La band hanno creato in lingua Simlish Let's get it Started (usata nella pubblicità del videogioco) e Shut Up.
Il primo video ufficiale in Simlish è quello di Smile di Lily Allen, realizzato dalla Electronic Arts a marzo 2007.
Il 15 novembre 2022 Anitta ha pubblicato un singolo interamente in Simlish dalla sua canzone "Practice" ("Prooshtis" in simlish), tratta dall'album "Versions of Me", la canzone è uscita per la campagna globale "The Sims Sessions".